# Gornje Goračiće
Gornje Goračiće (en serbe cyrillique : Горње Горачиће) est un village de Serbie situé dans la municipalité de Prijepolje, district de Zlatibor. Au recensement de 2011, il comptait 31 habitants.

## Démographie
| 1948 | 1953 | 1961 | 1971 | 1981 | 1991 | 2002 | 2011 |
| ---- | ---- | ---- | ---- | ---- | ---- | ---- | ---- |
| 321  | 353  | 288  | 192  | 96   | 80   | 58   | 31   |

|  |